# Bosporská univerzita
Bosporská univerzita (turecky Boğaziçi Üniversitesi) se nachází v tureckém Istanbulu. Pod názvem Robert College byla založena v roce 1863.
Patří k nejprestižnějším univerzitám v Turecku, výuka probíhá v angličtině. Studuje zde asi 16 tisíc lidí.

## Historie
Univerzitu, jejíž hlavní kampus se nachází na evropské straně Bosporského průlivu, založil v roce 1863 filantrop Christopher Robert a misionář Cyrus Hamlin, oba  Američané. 
Přestože je již univerzita pod tureckou správou, stále tak má vazby na americký vzdělávací systém. 

## 2021

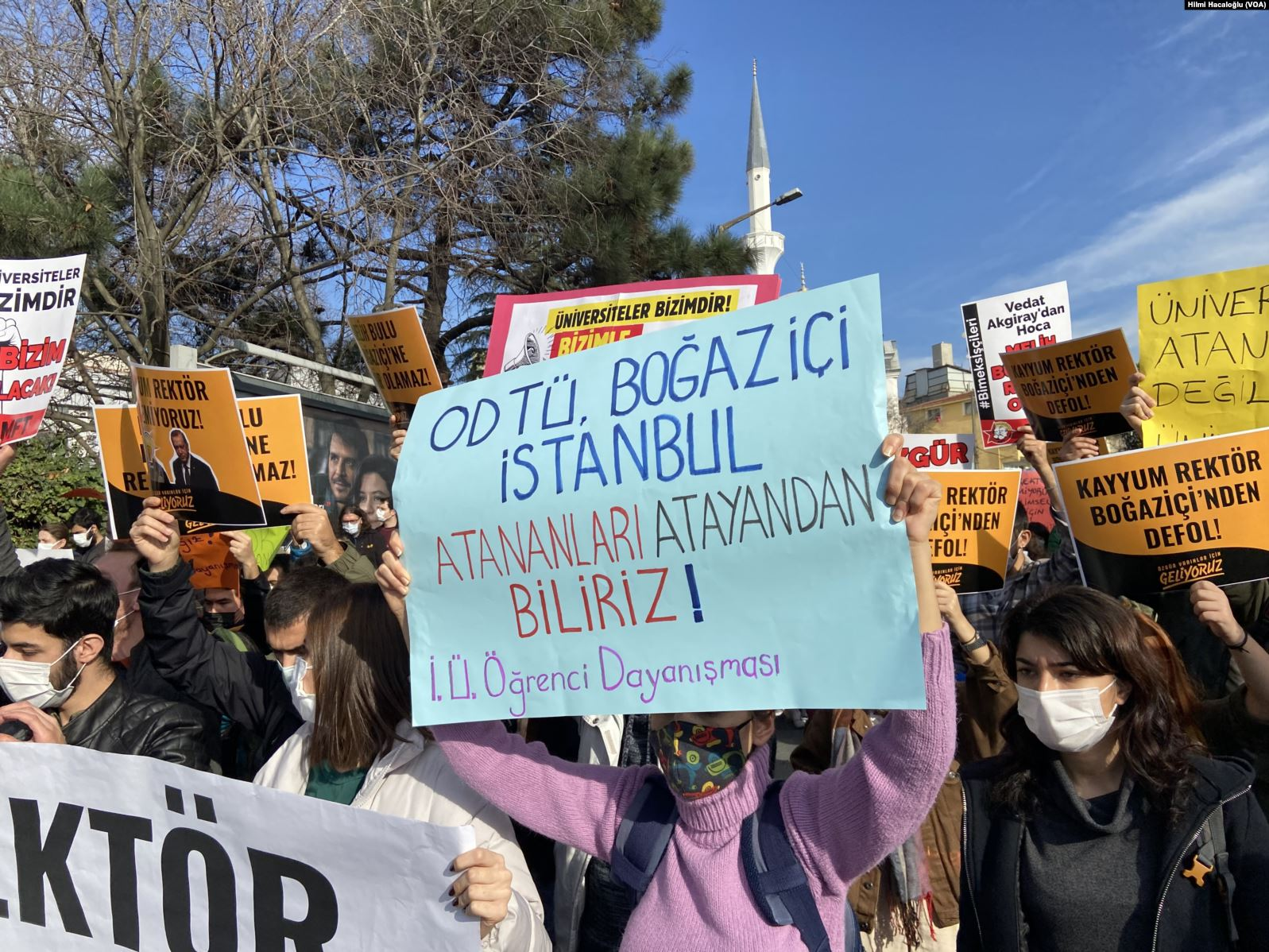
Protesty v lednu 2021

Dne 4. ledna 2021 začaly na univerzitě protesty proti jmenování nového rektora, kterým je Melih Bulu. Do funkce ho k počátku ledna dosadil turecký prezident Erdogan, který získal pravomoc jmenovat rektory univerzit po neúspěšném převratu v roce 2016 (do té doby byli voleni univerzitami). Podle studentů a části profesorů se Erdogan snaží jmenováním spřízněného rektora převzít nad univerzitou kontrolu. Dne 1. února 2021 policie na místě zadržela 159 lidí.

## Absolventi
- Tansu Çillerová – bývalá turecká premiérka
- Nuri Bilge Ceylan – filmový režisér